# Нидерландская Новая Гвинея

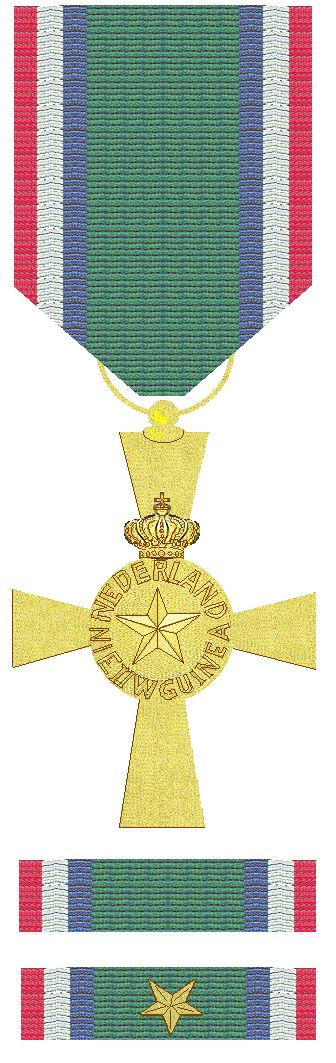
Крест памяти Новой Гвинеи

Нидерландская Новая Гвинея (нидерл. Nederlands Nieuw-Guinea) — официальное название западной части острова Новая Гвинея в период, когда она входила в качестве отдельной территории в состав колониальных владений Нидерландов (с 28 декабря 1949 по 23 ноября 1962 года).

## Общие сведения
Площадь колонии составляла 420 540 км², население — около 320 000 человек. Административным центром был город Холландия. Население состояло преимущественно из различных папуасских племён. Преобладавшая религия — местные анимистические культы и христианство. Денежной единицей являлся Гульден Нидерландской Новой Гвинеи. С 2003 года эта территория входит в две индонезийские провинции: Папуа и Западное Папуа.

## История
Первые попытки голландцев освоить и закрепить за собой западное побережье богатого сырьевыми ресурсами острова Новая Гвинея относятся к 1660 году, однако эти усилия Голландской Ост-Индской компании (VOC) были безуспешны. В XIX веке Нидерланды вновь предъявили претензии на этот регион, и 24 августа 1828 года поставили западную часть Новой Гвинеи под свой контроль; близ форта Ду-Бус в Тритоновой бухте было создано первое голландское поселение на Новой Гвинее. Позднее по указанию голландского правительства были построены поселения Факфак, Маноквари и Мерауке, ставшие административными центрами новой колонии. В то же время большая часть внутренних районов на западе Новой Гвинеи оставалась неизученной и неподконтрольной колониальным властям. В 1885 и 1895 годах Великобритания и Германия, владевшие землями в восточной части Новой Гвинеи (нынешняя территория Папуа-Новая Гвинея), признали власть Нидерландов над западной частью острова. Граница между голландской Новой Гвинеей и восточной её частью прошла по 141 градусу восточной долготы.
До 1949 года Нидерландская Новая Гвинея управлялась из Амстердама как часть колонии Голландская Ост-Индия. После войны 1945—1949 года на островах Индонезии и провозглашения её независимости Нидерланды сохранили суверенитет над Нидерландской Новой Гвинеей. Желая усилить своё влияние в регионе Юго-Восточной Азии, голландское правительство провозгласило своей целью подготовку Нидерландской Новой Гвинеи к получению независимости. При этом делался упор на социальное, политическое и культурное развитие колонии. В голландскую часть Новой Гвинеи были отправлены 5 тысяч учителей. В 1955 году состоялся первый выпуск моряков-кадетов из числа местного населения. В 1956 была сформирована первая военная бригада Новой Гвинеи.
В 1959 году в западной части Новой Гвинеи прошли всеобщие выборы, по итогам которых был создан «Совет» (нидерл. Raad), приступивший к работе 5 апреля 1961 года. Его задачей было создание независимого государства на территории Нидерландской Новой Гвинеи к концу 1960-х годов. 1 декабря 1961 года были утверждены выбранные «Советом» национальные флаг и гимн нового государства.
18 декабря 1961 года на территории Нидерландской Новой Гвинеи высадились индонезийские войска. В результате завязались бои между индонезийцами и расквартированными на Новой Гвинее голландскими войсками. В октябре 1962 года вся эта территория была взята под контроль ООН и затем, в мае 1963 года, передана Индонезии — при условии, что в 1969 году в западной части Новой Гвинеи будет проведён референдум о будущем этой территории. На организованном военным правительством Индонезии в 1969 году голосовании (так называемый Акт свободного выбора) 100 % избирателей (в их число входили не все жители территории, а лишь около тысячи специально назначенных представителей) проголосовали за вхождение бывшей Нидерландской Новой Гвинеи в состав Индонезии. На её территории была образована провинция Западная Новая Гвинея, разделённая в 2003 году на две провинции — Папуа и Западное Папуа.
В 1962 году королевой Юлианой был введён орден Крест памяти Новой Гвинеи, которым награждались голландские военнослужащие, находившиеся в Нидерландской Новой Гвинее в период с 1949 по 1962 год. 